# Härnön
Härnön är en ö i Ångermanland, Västernorrlands län och Härnösands kommun. Ön är med sina 41,83 km² norrlandskustens fjärde största och landets 26 i ordningen. På Härnön återfinns Härnö socken och Härnösands stad. Stadens centrum med domkyrka, residens och affärscentrum ligger till största delen på ön. Däremot ligger järnvägsstationen på fastlandet. På öns södra del ligger också småorten Solumshamn. Öns terräng är i likhet med den norr därom liggande Hemsön och Höga kusten starkt kuperad. Öns högsta punkt är Vårdkasberget som når 175 m ö.h.. Mellan 1953 och 1998 var Härnösands kustartilleriregemente förlagt på ön.

## Bildgalleri

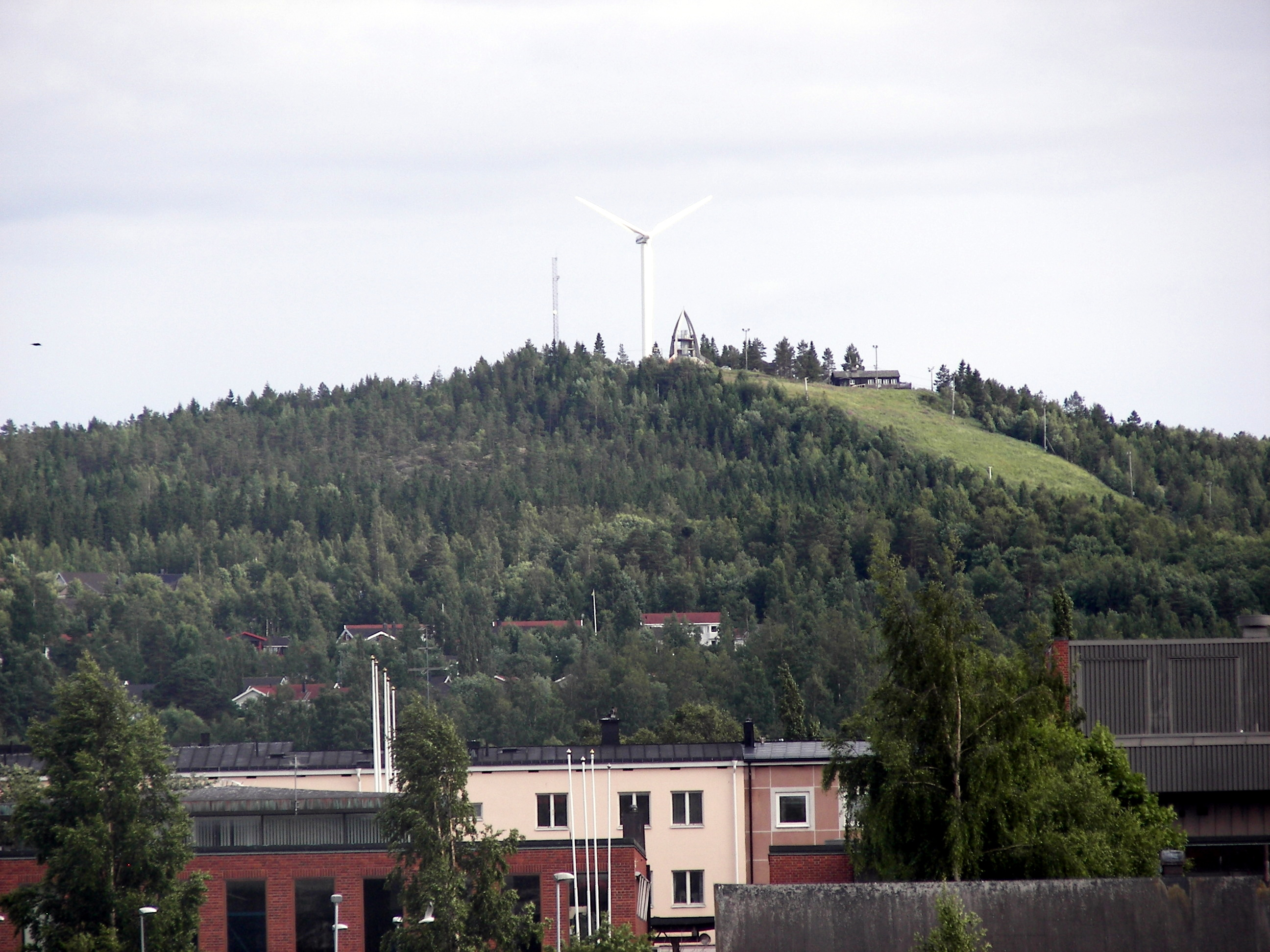
Vårdkasberget på Härnön.
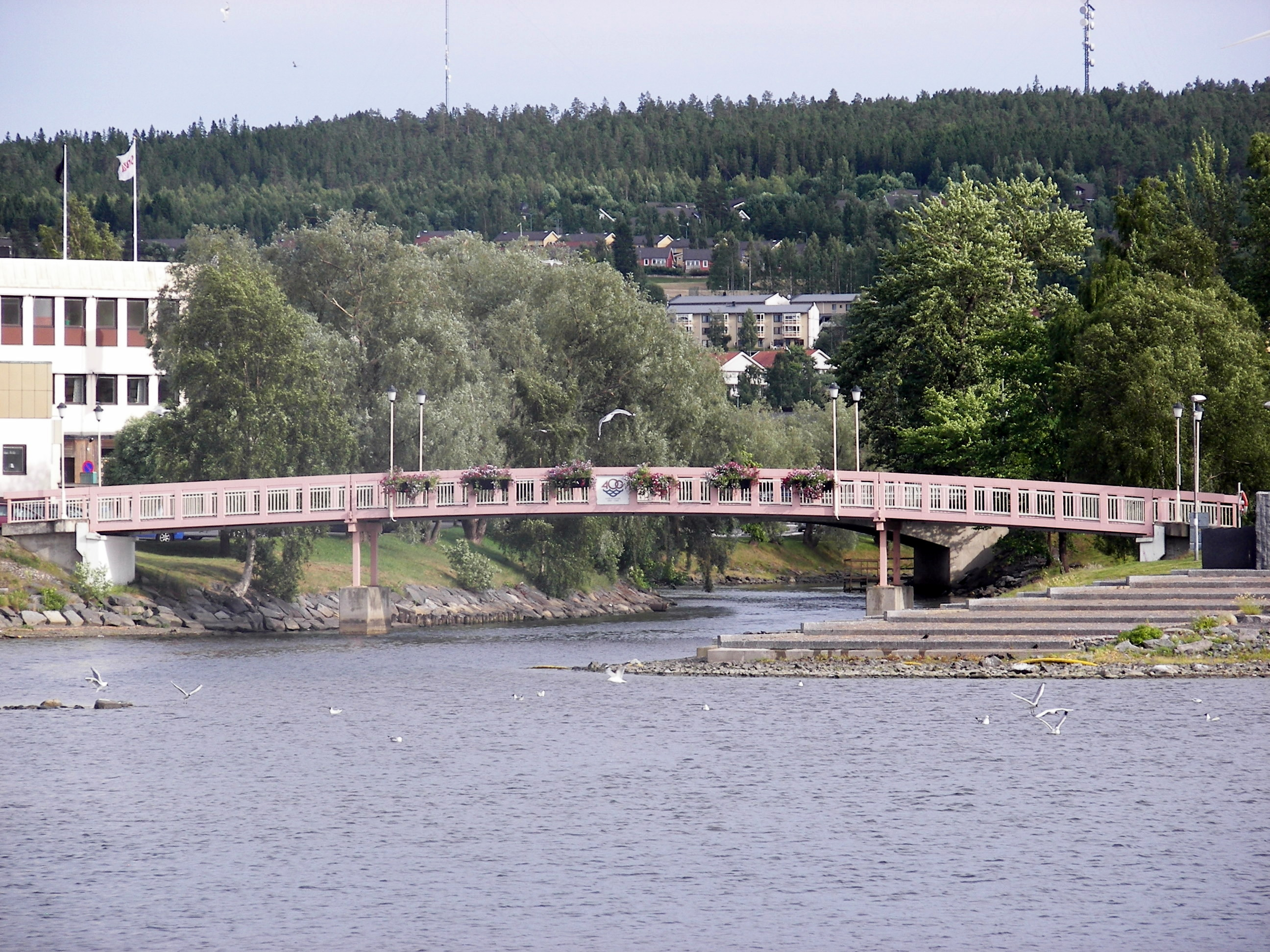
Silviabron mellan Härnön och Mellanholmen.
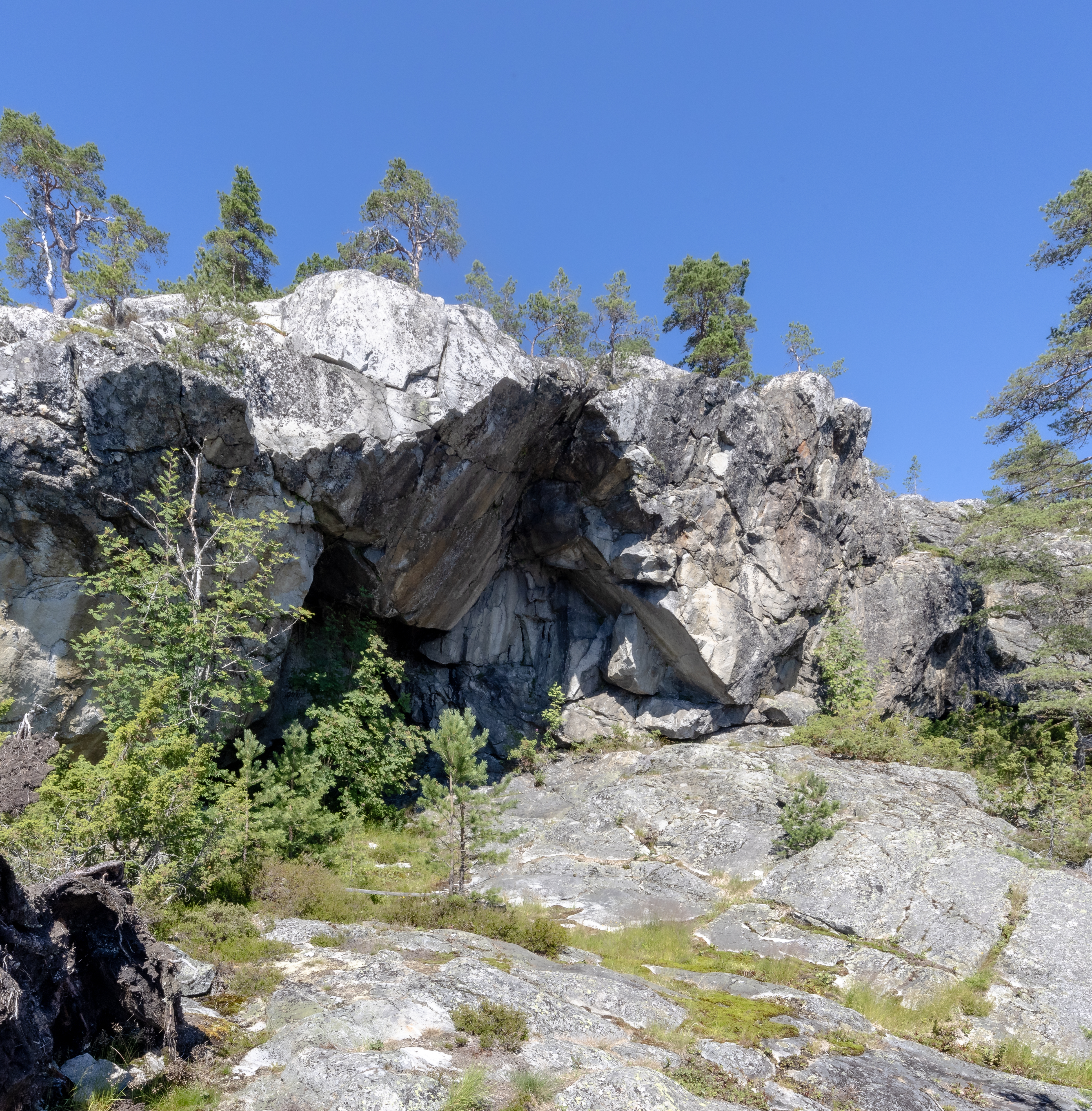
Stuguddsgrottan är en av flera strandnära grottor på ön.